# CBFB
CBFB (англ. Core-binding factor beta subunit) – білок, який кодується однойменним геном, розташованим у людей на короткому плечі 16-ї хромосоми. Довжина поліпептидного ланцюга білка становить 182 амінокислот, а молекулярна маса — 21 508.
| 10         |  | 20         |  | 30         |  | 40         |  | 50         |
| ---------- |  | ---------- |  | ---------- |  | ---------- |  | ---------- |
| MPRVVPDQRS |  | KFENEEFFRK |  | LSRECEIKYT |  | GFRDRPHEER |  | QARFQNACRD |
| GRSEIAFVAT |  | GTNLSLQFFP |  | ASWQGEQRQT |  | PSREYVDLER |  | EAGKVYLKAP |
| MILNGVCVIW |  | KGWIDLQRLD |  | GMGCLEFDEE |  | RAQQEDALAQ |  | QAFEEARRRT |
| REFEDRDRSH |  | REEMEVRVSQ |  | LLAVTGKKTT |  | RP         |  |            |

A: Аланін

C: Цистеїн

D: Аспарагінова кислота

E: Глутамінова кислота

F: Фенілаланін

G: Гліцин

H: Гістидин

I: Ізолейцин

K: Лізин

L: Лейцин

M: Метіонін

N: Аспарагін

P: Пролін

Q: Глутамін

R: Аргінін

S: Серин

T: Треонін

V: Валін

W: Триптофан

Кодований геном білок за функцією належить до фосфопротеїнів. 
Задіяний у такому біологічному процесі, як альтернативний сплайсинг. 
Локалізований у ядрі.